# Bosroumois
Bosroumois é uma comuna francesa na região administrativa da Normandia, no departamento de Eure. Estende-se por uma área de 13.24 km². Em 2010 a comuna tinha 3 677 habitantes (densidade: 277,7 hab./km²).
Foi criada em 1 de janeiro de 2017, após a fusão das antigas comunas de Le Bosc-Roger-en-Roumois e Bosnormand.